# Гребенец (Минская область)
Гребенец (бел. Грабянец) — деревня в Червенском районе Минской области Республики Беларусь. Входит в состав Червенского сельсовета. До 30 октября 2009 года являлась центром Гребенецкого сельсовета.

## Географическое положение
Находится примерно в 15 км к юго-востоку от райцентра, в 80 км от Минска, в 33 км от железнодорожной станции Пуховичи.

## История
Населённый пункт известен с XVIII века на территории ВКЛ. На 1748 год деревня, где было 6 дворов, насчитывалось 19 душ мужского пола, недалеко располагалось имение шляхтича С. Проздецкого. 
После II раздела Речи Посполитой 1793 года вошла в состав Российской империи. 
На 1800 год деревня являлась шляхетской собственностью и входила в состав Игуменского уезда Минской губернии, здесь было 16 дворов, проживали 94 человека, здесь действовала православная деревянная каплица. 
В 1830 году деревня входила в состав одноименного имения, принадлежавшего помещику А. Слатвинскому. 
В 1839 году имение перешло во владение помещика Ф. Адамовича, здесь было 10 дворов и 45 жителей, работала корчма. Согласно «Правилам повинностей», каждая крестьянская семья должна была отработать на помещичьих землях по 3 дня тягловых и по 2 дня полутягловых в неделю, а также выплачивать оброк натуральными продуктами, принимать участие в ремонте помещичьих зданий и дорог, работать в пользу священника и т. д. 
На 1858 год деревня принадлежала Русецким и насчитывала 10 дворов. 
Согласно переписи населения 1897 года относился к Пуховичской волости, здесь было 40 дворов, проживали 256 человек, работали корчма и магазин. Недалеко располагался фольварок Гребенец (Янов), принадлежавший Адамовичу, здесь был 1 двор и 11 жителей. 
На 1908 год деревня насчитывала 36 дворов и 213 жителей. На 1917 год здесь было 55 дворов и 271 житель, ещё 17 человек проживали в имении. 
С февраля по декабрь 1918 года деревня была оккупирована немцами, с августа 1919 по июль 1920 — поляками. 20 августа 1924 года Гребенец стал центром вновь образованного Гребенецкого сельсовета Червенского района (с 20 февраля 1938 — Минской области. 
Согласно Переписи населения СССР 1926 года в деревне насчитывалось 45 дворов, проживали 242 человека. 
В 1929 году в Гребенце организован колхоз имени Молотова, на 1932 год туда входило 20 крестьянских хозяйств. 
Во время Великой Отечественной войны деревня оккупирована немцами в начале июля 1941 года. В районе Гребенца действовала партизанская бригада «Красное Знамя». 
Во время боя за деревню в начале июля 1944 года, когда она была освобождена от фашистов, многие партизаны и советские солдаты погибли и были похоронены в братской могиле. Ещё 13 сельчан погибли на фронтах. 
На 1960 год население деревни составило 190 человек. В 1982 году на братской могиле партизан и советских солдат был установлен памятник-обелиск. 
На 1997 год в Гребенце насчитывался 141 двор, проживали 418 человек. В это время здесь располагалась контора совхоза «Гребенец», мастерские по ремонту сельскохозяйственной техники, средняя школа, детские ясли-сад, библиотека, фельдшерско-акушерский пункт, магазин, столовая, клуб, отделение связи, сберкасса, ветеринарный пункт. 
30 октября 2009 года Гребенецкий сельсовет был упразднён, и деревня вошла в состав Червенского сельсовета. На 2013 год 119 жилых домов, 331 житель.

## Инфраструктура
На 2013 год в деревне функционируют детский сад—начальная школа, клуб, библиотека, отделение связи, магазин.

## Население
- 1748 — 6 дворов, 19 мужчин
- 1800 — 16 дворов, 94 жителя
- 1839 — 10 дворов, 45 жителей
- 1897 — 40 дворов, 256 жителей (+ 1 двор, 11 жителей)
- 1908 — 36 дворов, 213 жителей
- 1917 — 55 дворов, 271 житель (+ 1 двор, 17 жителей)
- 1926 — 45 дворов, 242 жителя
- 1960 — 190 жителей
- 1997 — 141 двор, 418 жителей
- 2013 — 119 дворов, 331 жителей.